# Castell de Santa Maria da Feira
El Castell de Santa Maria da Feira (portuguès: Castelo de Santa Maria da Feira) està situat a la ciutat de Santa Maria da Feira, al districte d'Aveiro, a Portugal. És considerat com un dels exemples més complets d'arquitectura medieval portuguesa, ja que en ell es troba representada una ampla gamma d'elements defensius utilitzats a l'època.

## Història

### Antecedents

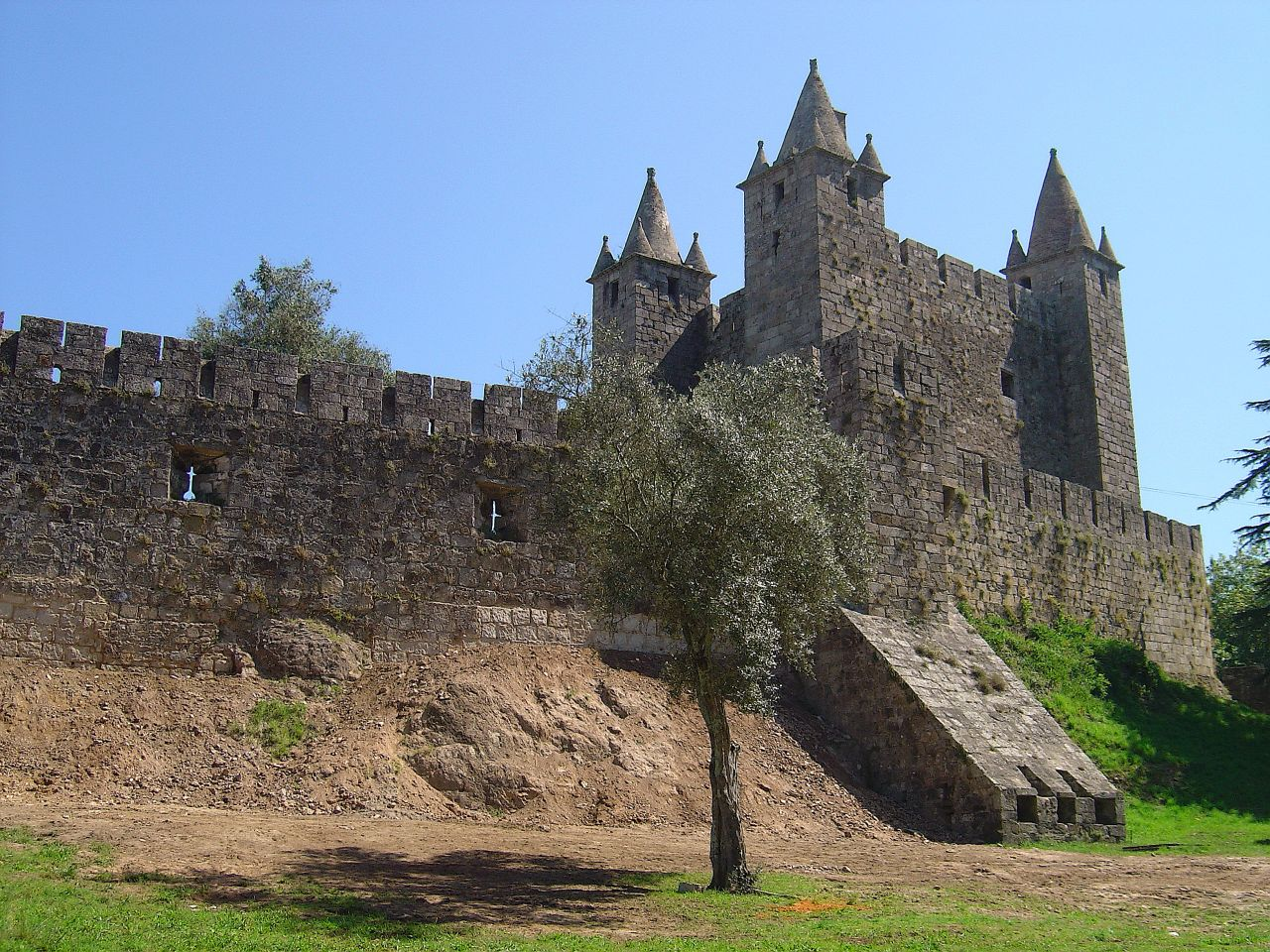
El Castell de Santa Maria da Feira amb la casamata inclinada

Encara que la primitiva ocupació humana del lloc es remunti a la prehistòria, adquirí major relleu quan els lusitans erigiren aquí un temple en honor de la divinitat Bandeve-Lugo Tueræus. Després de la invasió romana de la península Ibèrica, per aquí passava la via que unia Olissipo (Lisboa) i Bracara Augusta (Braga), d'acord amb els vestigis arqueològics que situen aquesta ocupació al període del Baix-Imperi.

### El castell medieval
A l'època de la reconquesta cristiana de la península, en aquest centre religiós pagà, havent estat transformat en un centre marià, es desenvolupà una fira regional que donaria nom al lloc.
La primera referència documental a la seva fortificació consta a la Chronica Gothorum (anònim, finals del segle xii), que notícia la victòria de Beremund III de Lleó sobre un cap moro en terres del Castell de Santa Maria. Seria d'aquest període la construcció de la part inferior de la torre de l'homenatge amb funcions d'alcassaba, protegida per una muralla de la qual a penes en resten vestigis.

### El regne de Portugal i la dinastia Alfonsina
Quan el comte Enric de Borgonya rebé les terres del Comtat de Portugal (1095) aquestes incloïen els dominis del Castell de Santa Maria i del Castell de Guimarães, el Castell de Faria i el Castell de Neiva. Amb la mort del comte i davant de l'ascendència del gallec Fernando Pérez de Traba sobre la vídua, la comtessa Teresa de Lleó, els senyors del sud del riu Miño, insatisfets, s'organitzaren entorn del jove Alfons Henriques, que, mentrestant, s'armà cavaller (1125).
Part important d'aquests fets haurien ocorregut a les terres del Castell de Santa Maria sota el domini del noble Ermígio Moniz, culminant a la Batalla de São Mamede (Guimarães, 1128). Les terres de Santa Maria comprenien, a l'època, un extens domini que s'estenia des de la costa fins al curs del riu Arda i, des del curs del riu Duero fins al sud d'Ovar i d'Oliveira de Azeméis.
Al testament de Sanç I, redactat el 1188, aquest fou el principal dels cinc castells previstos pel sobirà per a eventual refugi de la reina quan fos vídua i de les infantes.
El 1282, Dionís I, l'inclogué entre els dotze castells assegurats com a arres a la seva consort la reina Elisabet de Portugal. Més tard, encara en aquest període, fou ocupat per les forces d'Alfons IV, en guerra contra el rei, el seu pare. Un cop celebrada la pau entre tots dos, per iniciativa de la Reina Santa (1322), el domini del castell (entre d'altres) fou entregat a Alfons IV mitjançant el compromís de vassallatge cap al seu pare.
Posteriorment, el 1357, fou nomenat alcaid el noble Gonçalo Garcia de Figueiredo.
El rei Ferran I va fer donació de les Terres de Santa Maria i el seu castell a João Afonso Telo de Meneses, comte de Barcelos (1372), que nomenà alcaid del castell Martim Correia.

### La dinastia Avis

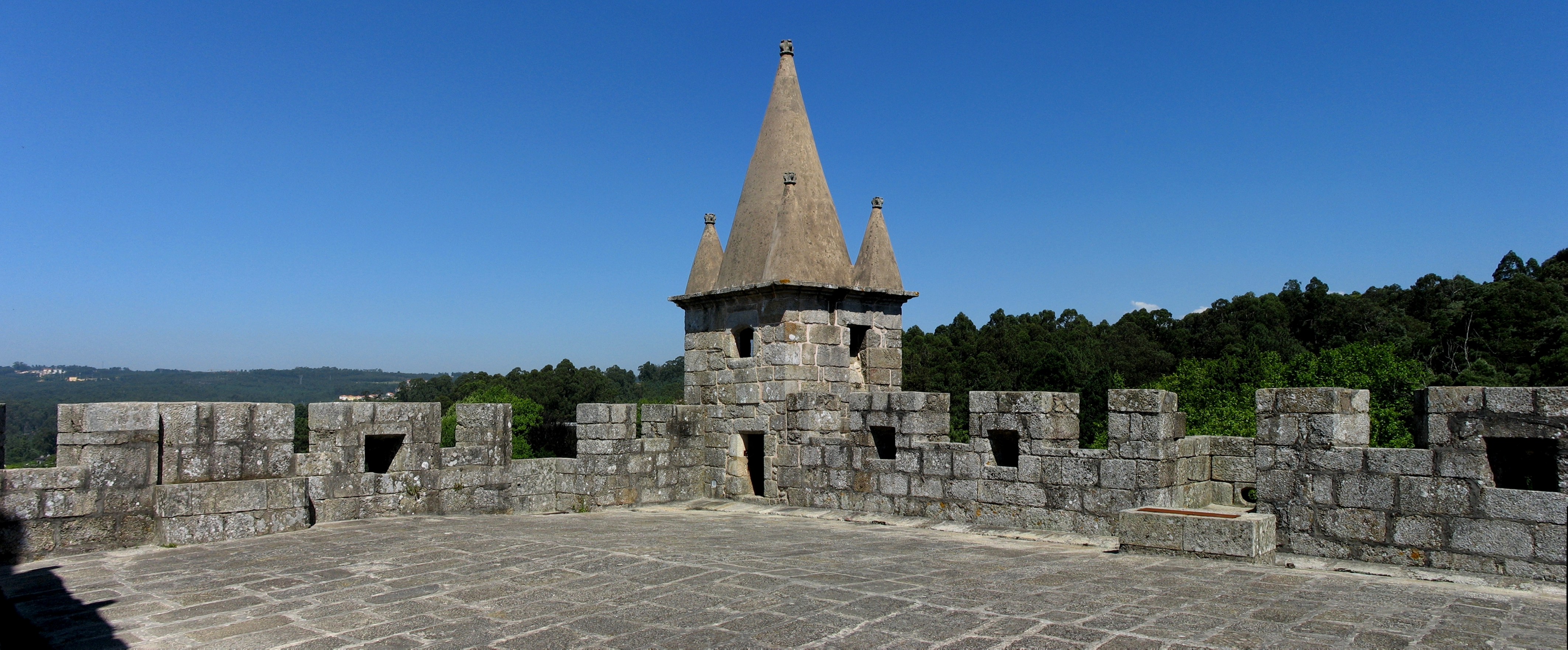
La terrassa i la teulada cònica d'una de les torres.

En esclatar la crisi del 1383-1385, el comte de Barcelos prengué partit per Castella, actitud seguida per l'alcaid del castell. El 1385, el castell i els dominis foren conquerits per l'alcaid del Castell de Penedono, Gonçalo Vasques Coutinho, auxiliat per recursos i gent de Porto i fou entregat a Joan I, que l'entregà a Álvaro Pereira (cosí del conestable Nuno Álvares Pereira). Posteriorment, el nou sobirà concedí el castell a João Rodrigues de Sá.
El rei Alfons V donà el castell a Fernão Pereira, 3r senyor de Feira, amb l'obligació de restaurar-lo. És d'aquest període, essencialment, l'aspecte que avui presenta. Amb el declivi de la importància militar fou adaptat a palau senyorial. Al segle xv, tanmateix tot el castell tornà a sofrir una gran remodelació, en el camp defensiu, amb l'aparició de l'ús de la pólvora.
El rei Manuel I s'hi hostatjà durant el seu pelegrinatge a Santiago de Compostel·la (1502). A la segona meitat del segle xv, Diogo Forjaz, 4t comte de Feira, procedí a noves reformes, entre les quals destaca la construcció de la torre del rellotge (desapareguda amb el terratrèmol del 1755), segons una inscripció epigràfica a una làpida col·locada sobre la porta de la barbacana.

### Dels seglesxviial XIX
Al segle xvii es construí dintre dels murs el Palauet dels Comtes de Feira, enderrocat el 1929, i del qual només queden algunes parets, l'escalinata i la font. D'aquest mateix període és l'edificació de la Capella de Nostra Senyora de l'Encarnació, sobre altra, més antiga, sota la mateixa invocació, per iniciativa de Joana Forjaz Pereira de Meneses e Silva, comtessa de Feira, inaugurada el 1656.
Extinta la representació dels comtes de Feira, el conjunt passà al patrimoni de la Casa do Infantado (conjunt de béns i propietats de la corona) el 1708. El 1722 un violent incendi devastà l'immoble, menant-lo a un llarg període d'abandonament i ruïna.
El segle xix s'inicià una tímida recuperació del monument. Acabades les guerres lliberals, el castell i les terres annexes foren adquirides en subhasta pública pel general Silva Pereira (1835).

### Del segle XX als nostres dies
A l'inici del segle XX es renovà l'interès públic pel monument. Una campanya de subscripció recaptà fons per a les obres de restauració de l'immoble, les runes del qual passaren a ser vigilades per un vigilant.
Les primeres obres de recuperació foren executades per la Direcció d'Obres Públiques (1908) i visitades pel rei Manuel II l'any següent. El castell va ser declarat Monument Nacional el 1910.
A partir del 1927, les visites al monument passaren a ser de pagament. L'Estat executà obres de consolidació i restauració durant els períodes de 1935-1936, 1939-1944 i més recentment, el 1986.

## Arquitectura
El conjunt presenta una planta oval irregular, orientada en sentit nord-sud, en estil gòtic, havent incorporat elements d'altres estils al llarg dels segles. És un monument imponent, auster, construït damunt d'una plataforma de granit. Posseeix una torre de l'homenatge sòlida, aparentment quadrada, amb contraforts de torres també quadrades. Darrere de la torre trobem la tenalla, precedida per l'anomenat pati de la Traïció (on s'obre la respectiva porta). De finals del segle xv daten les adaptacions a les demandes de pirobalística, com la casamata, inclinada i coronada per una torre quadrada.
A diversos punts del castell hi ha sigles marcades als blocs de pedra. Això equival a les signatures dels diversos mestres d'obra, permetent saber qui participà en la construcció d'altres immobles.

### Accés
La porta de la barbacana, coronada pel blasó dels Pereira està protegida per dues torres quadrangulars: al sud-oest, la Torre de la Casamata, darrere de la qual es troba un recinte quadrangular i voltat on s'allotjaven els soldats i que servia com a bateria amb espitlleres als murs exteriors. Al costat oposat trobem la Torre del Pou.
L'entrada al castell es fa per l'anomenada Porta de la Vila, protegida per la barbacana. S'hi accedeix, seguidament, a la plaça d'armes a la qual està situada la torre de l'homenatge.

### Plaça d'armes

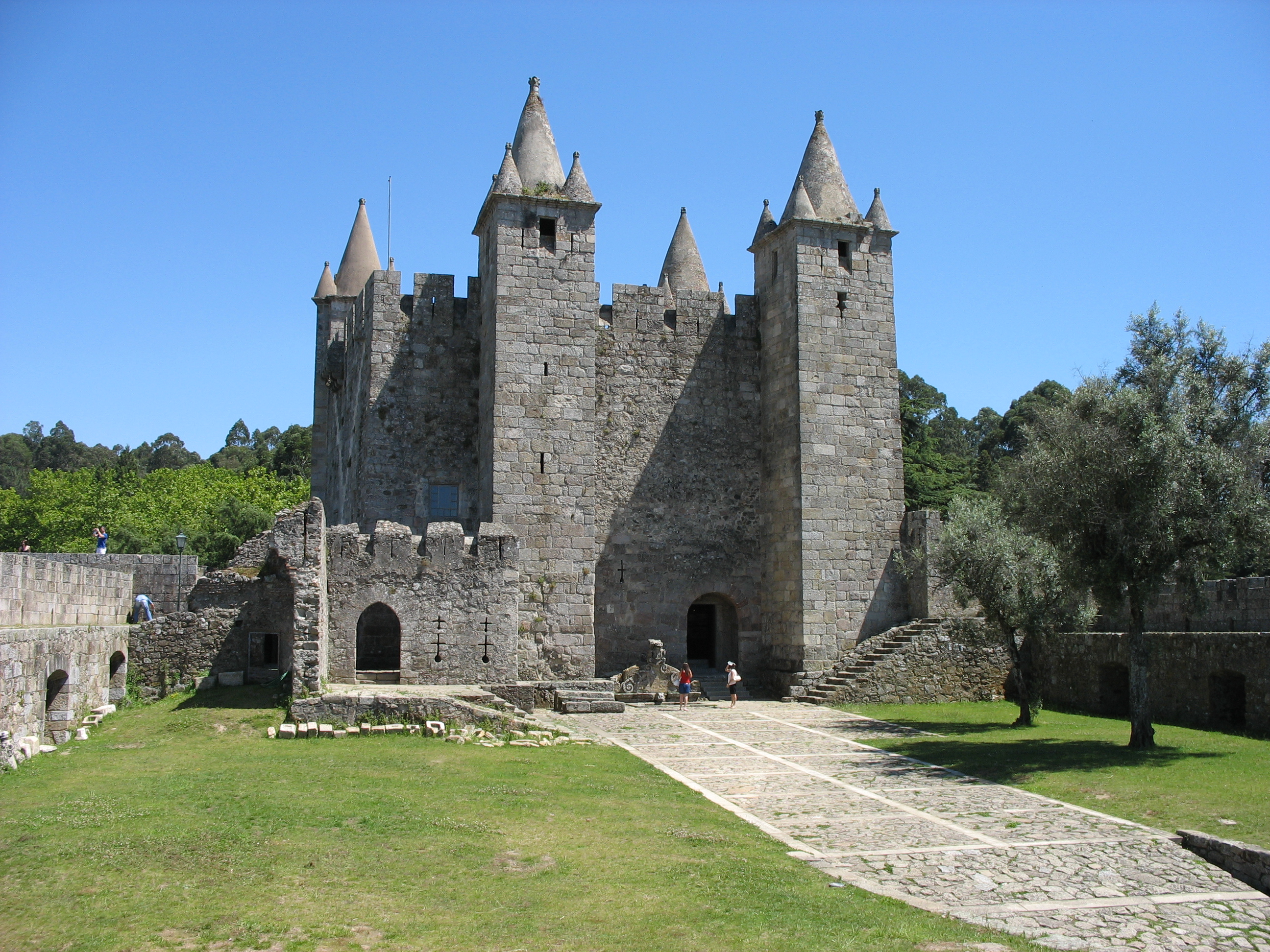
La plaça d'armes amb la torre de l'homenatge, al fons

La plaça d'armes està envoltada per merlets dispars, quadrats, ovals i punxeguts. Aquestes muralles emmerletades tenen 15 metres d'alçada i estan perforades per diversos tipus d'espitlleres i merlets en rampa. Algunes de les espitlleres són de creueta i tronera inferior, mentre d'altres tenen doble creueta o bé mitja, a la dreta o a l'esquerra. Això ens assenyala els diversos períodes de construcció. L'adarb té escales en diversos punts per accedir a la plaça.
Al seu interior es troben encara les restes de l'antic palau del segle xvi. A la dreta trobem una torreta sobre matacans que sobresurt de la muralla, amb dos orificis dintre. És una latrina, una comoditat freqüent als castells anglesos, però rara a Portugal.

### Torre de l'homenatge
Amb parets de maçoneria i carreu de pedra, del període inicial, la torre de l'homenatge domina la ciutadella. L'accés a la planta baixa de la torre es fa a través d'una porta arquejada. Aquesta porta pertany a l'època més antiga del castell.
Es tracta d'una sala gran de prop de 15x9 metres. Al cantó sud-est troben una cisterna. L'aigua de la puja era recollida del terrat, en forma de terrassa i lleugerament inclinat i canalitzat fins a baix. Encara es pot veure a la paret exterior vestigis d'aquesta canalització. A la paret esquerra hi ha un altar sacrificial romà descobert el 1912.
Al pis superior trobem un gran saló amb llar de foc als costats oest, sud i est. Té un sostre cupulat ogival suportat en tres arcs. Al cantó sud-est una porta dona a una petita cuina. La torre té, en un costat, una petita torre que serveix de contrafort i ajuda a suportar el sostre del gran saló.
A la terrassa trobem les teulades de les quatre torres. Són còniques amb petits pinacles cònics als vèrtexs, de maçoneria amb remats ornamentals de granit. Les xemeneies de les llars de foc sobresurten de les lloses del terra.

### Capella

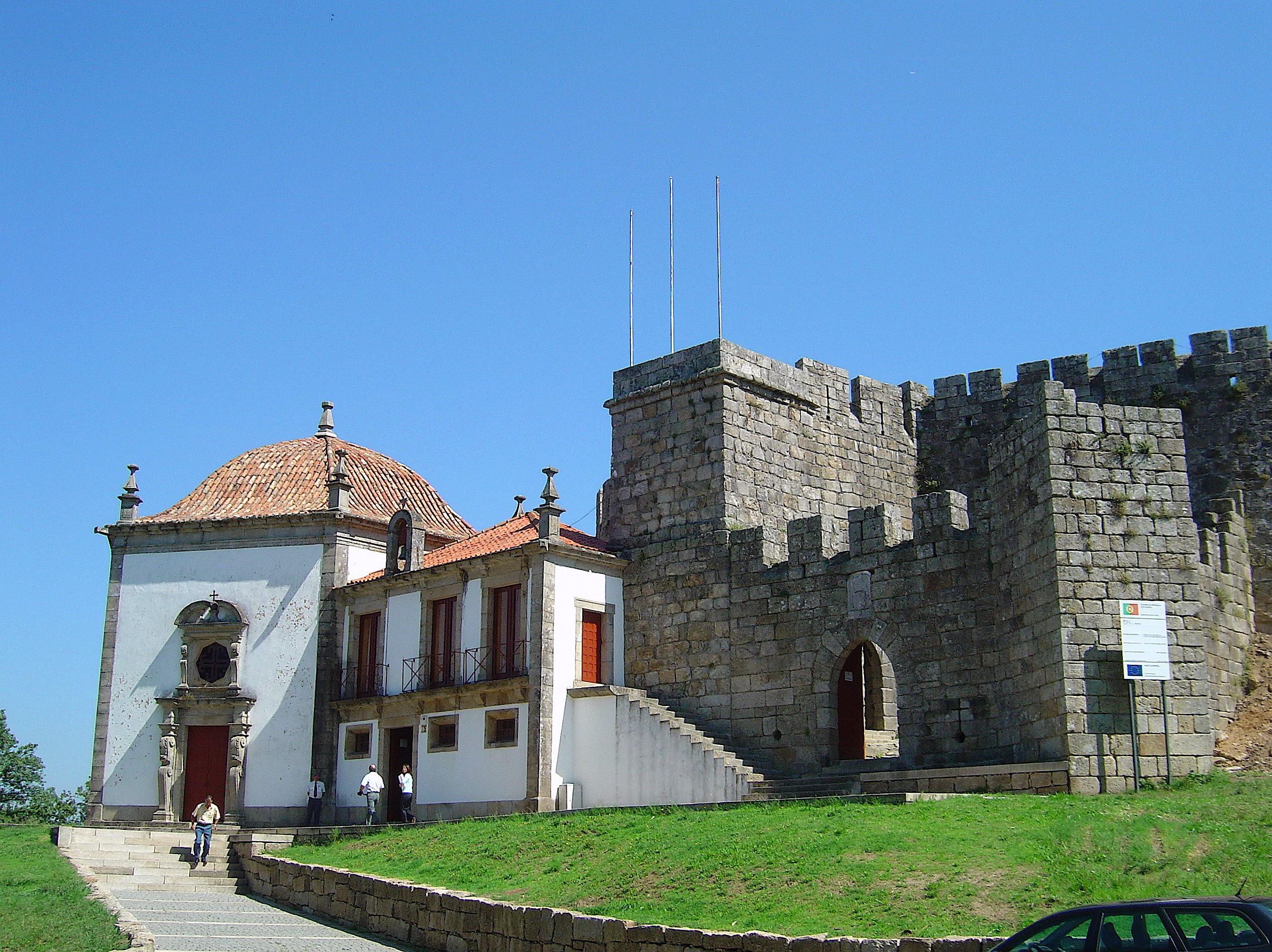
Capella de Nostra Senyora de l'Esperança

Al costat de la muralla hi ha una capella del segle xvii.Ocupa el lloc d'una ermita molt antiga. Té forma hexagonal amb teulada cupulada. A l'interior hi ha tres altars amb imatges en pedra pintada provinents de l'antiga ermita. La primera és del segle XIV-XV i les altres dues del XVI-XVII.